# Phil Griggs
Philip Ronald „Phil“ Griggs (* 12. Juni 1918 in Southampton; † 30. Juni 1980 ebenda) war ein englischer Fußballspieler.

## Karriere
Griggs erreichte 1932 mit der Schulauswahl von Southampton das landesweite Finale der Schulmeisterschaft. Auch in der Folge gehörte er, zumeist als rechter Halbstürmer aufgeboten, regelmäßig Auswahlteams an. Im April 1936 war er Kapitän einer Juniorenauswahl von Southampton, die Hampshire FA repräsentierte er zwischen 1937 und 1939 wiederholt, darunter in Spielen gegen Aldershot Command, Auswahlteams der Royal Air Force (November 1937 und Dezember 1938), gegen die Royal Navy und gegen Dorset. Für die Amateurauswahl der Football Association war er im Dezember 1938 gegen die Royal Navy und im Februar 1939 gegen die Universities Athletic Union im Einsatz.
Im Juni 1937 kam er als Amateur zum Zweitdivisionär FC Southampton und erhielt im April 1939 einen Profivertrag. Sein Debüt in der Second Division gab er unter Manager Tom Parker im Mai 1939, am letzten Spieltag der Saison 1938/39, bei einer 0:2-Auswärtsniederlage gegen Plymouth Argyle. Zu weiteren Einsätzen für Southampton kam Griggs nicht mehr, auch nicht in den nach Einstellung der Football League durch den Ausbruch des Zweiten Weltkriegs ausgetragenen Ersatzwettbewerben. Griggs verlor in den Kampfhandlungen ein Bein, was die Fortsetzung seiner Fußballerlaufbahn unmöglich machte.